# 기소후쿠시마역
기소후쿠시마역(일본어: 木曽福島駅)은 일본 나가노현 기소군 기소정에 있는 도카이 여객철도 주오 본선의 역이다.
특급 '(와이드 뷰) 시나노'의 전 열차가 정차한다.

## 역 구조 및 승강장
섬식 승강장 1면 2선을 가지는 지상역. 유치선을 갖기 때문에, 이 역 시발 · 종착의 열차가 심야 · 이른 아침 시간대에 여럿 운전되고 있다.
역장 · 역원 배치역(직영역)이다. 관리역으로서, 오쿠와역 - 세바역 간의 각 역을 관리하고 있다. 발권 창구, 승차권 자동 발매기가 설치되어 있다.
구내에는, D51형 775호기가 정태 보존되어 있다. 국철 시대에는 기소후쿠시마 기관구가 존재하고 있었다.
| 1 | ■ 주오 본선 | 하행 | 시오지리 · 나가노 방면   |
| 2 | ■ 주오 본선 | 하행 | 나카쓰가와 · 나고야 방면 |

## 역 주변
- 기소 정청
- 나가노 가정 재판소 기소후쿠시마 지소
- 기소 정청 기소후쿠시마 지소
- 국도 제19호선
- 국도 제361호선

## 역사
- 1910년 11월 25일: 일본국유철도 주오 사이선이 아게마쓰 역부터 연신했던 때에 종착역으로서 개업. 여객 및 화물의 취급을 개시.
- 1911년 5월 1일: 이 역부터 주오 토선(당시) 미야노코시역까지 노선 연신해 도중역이 된다. 동시에 주오 토선 · 주오 사이선이 통합되어 주오 본선으로 개칭되어, 이 역도 주오 본선 소속이 된다.
- 1980년 1월 31일: 화물의 취급을 폐지.
- 1987년 4월 1일: 일본국유철도 분할 민영화에 따라, 도카이 여객철도의 역이 된다.

## 인접 역
| 도카이 여객철도 주오 본선     | 도카이 여객철도 주오 본선 | 도카이 여객철도 주오 본선       |
| ----------------------------- | ------------------------- | ------------------------------- |
| 하라노 시오지리 · 나가노 방면 | ■ 주오 본선               | 아게마쓰 나카쓰가와·나고야 방면 |